# Jaroslav Unger
Jaroslav Unger (* 28. prosince 1959 Rychnov nad Kněžnou) je český politik, v 90. letech 20. století poslanec České národní rady a Poslanecké sněmovny za SPR-RSČ, později za menší odštěpenecké poslanecké kluby.

## Biografie
Narodil se v Rychnově nad Kněžnou. Jeho rodiče Elfrieda Ungerová a Jaroslav Unger se často stěhovali, do Rokytnice v Orlických horách, pak do Kadaně a znovu do Rokytnice v Orlických horách. V Rokytnici dokončil základní devítiletou školu a věnoval se zde závodně házené. Stal se českým mistrem v kategorii žáků. Po zániku házenkářského oddílu přešel do fotbalového mužstva. V roce 1978 dokončil studium na Střední dřevařské průmyslové škole v Hranicích. Po dobu středoškolského studia působil v dorosteneckém fotbalovém družstvu Sigma Hranice a hrál dorosteneckou ligu. Pak byl přijat na Vojenskou akademii Antonína Zápotockého v Brně, odkud ale byl po necelém roce vyloučen pro nesouhlas se vstupem do KSČ. Sloužil pak u 7. bojového tankového pluku Jindřichův Hradec. Zde absolvoval dvouletou základní vojenskou službu, kterou ukončil roku 1981 v hodnosti desátníka. Po návratu do domovské Rokytnice nastoupil jako dělník na pile. V tomto městě založil oddíl karate, v kterém do roku 1989 působil jako trenér. Mezitím se roku 1983 oženil. S manželkou Věrou mají dcery Markétu, Věru a Ingrid. Z důvodů snazšího ubytování přijal místo topiče a údržbáře v základní škole v Rokytnici.
Po sametové revoluci zakládal v Rokytnici místní organizaci Sdružení pro republiku - Republikánské strany Československa a v komunálních volbách roku 1990 byl za tuto stranu zvolen do místního zastupitelstva. Ve volbách v roce 1992 kandidoval do ČNR za Sdružení pro republiku - Republikánskou stranu Československa (volební obvod Východočeský kraj). Zvolen nebyl, ale do ČNR usedl bezprostředně po volbách jako náhradník poté, co Věra Jarkovská zvolená za SPR-RSČ nepřevzala mandát. Zasedal ve výboru pro vědu, vzdělání, kulturu, mládež a tělovýchovu.
Po vzniku samostatné České republiky v lednu 1993 se ČNR transformovala na Poslaneckou sněmovnu Parlamentu České republiky. V ní zasedal do voleb v roce 1996. Poslanecký klub SPR-RSČ opustil v červnu 1993. Jako důvod odchodu ze SPR-RSČ uvádí nesouhlas s tím, aby odváděl finance vedení strany bez předložení vyúčtování. Následně byl od června 1993 do dubna 1994 členem poslaneckého klubu Hnutí za samosprávnou demokracii - strany Moravy a Slezska, který sice jménem navazoval na stejnojmennou politickou stranu, ale vymezoval se proti ní a v jeho vedení zaujímala významné pozice Moravská národní strana. Počátkem dubna 1994 vystoupil Unger na tiskové konferenci Moravské národní strany a spolu s několika dalšími poslanci oznámil, že z klubu Hnutí za samosprávnou demokracii - strany Moravy a Slezska vystupují. Důvodem byly „zásadní rozpory v politickém přístupu k metodám a principům prosazování moravských požadavků.“ Následně byl od dubna 1994 do ledna 1995 nezařazeným poslancem a pak od ledna 1995 do února 1996 zasedal v poslaneckém klubu Liberální strany národně sociální, který se ale postupně vymezil proti mateřské straně LSNS a v únoru 1996 se přejmenoval na klub Občanského národního hnutí, kam přešel i Unger.
Byl nadále aktivní v komunální politice. V komunálních volbách roku 1994, komunálních volbách roku 1998 a komunálních volbách roku 2002 byl zvolen do zastupitelstva města Rokytnice v Orlických horách, v roce 1994 jako bezpartijní (nezávislý na kandidátce koalice SPR-RSČ a Důchodci za životní jistoty), v roce 1998 podle svých slov coby nezávislý na kandidátce subjektu Českomoravská unie středu (podle databáze komunalnipolitika.cz jako člen SPR-RSČ) a roku 2002 opět jako nestraník (nezávislý na kandidátce ČSSD). Do tamního zastupitelstva kandidoval neúspěšně i v komunálních volbách roku 2006 a komunálních volbách roku 2010. K roku 2006 byl kandidátem a členem Strany zelených (členem strany od roku 2005, podílel se na založení místní organizace Zelených v Rokytnici), v roce 2010 byl členem ČSSD, na jejíž kandidátce byl ve volbách v letech 2014 a 2018 zvolen členem zastupitelstva města. Profesně se uvádí jako školník.
V roce 1996 absolvoval kurz okresních fotbalových rozhodčích a trvale pak působí jako rozhodčí regionálních fotbalových utkání. Profesně působí setrvale jako školník na základní škole v Rokytnici. V roce 2004 založil ženský fotbalový tým v rámci AFK Union Rokytnice, v němž působí jako trenér.